# Schützenwehr im Selikumer Park

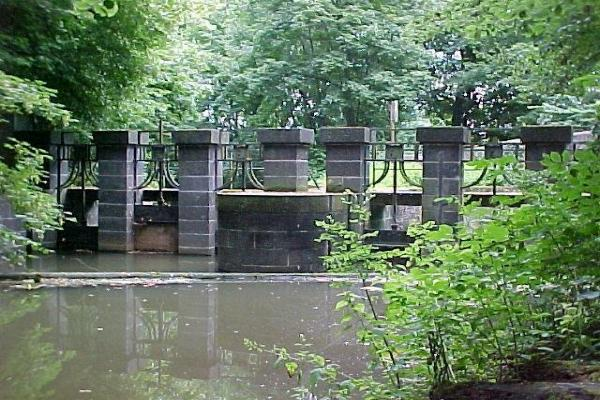
Schützenwehr

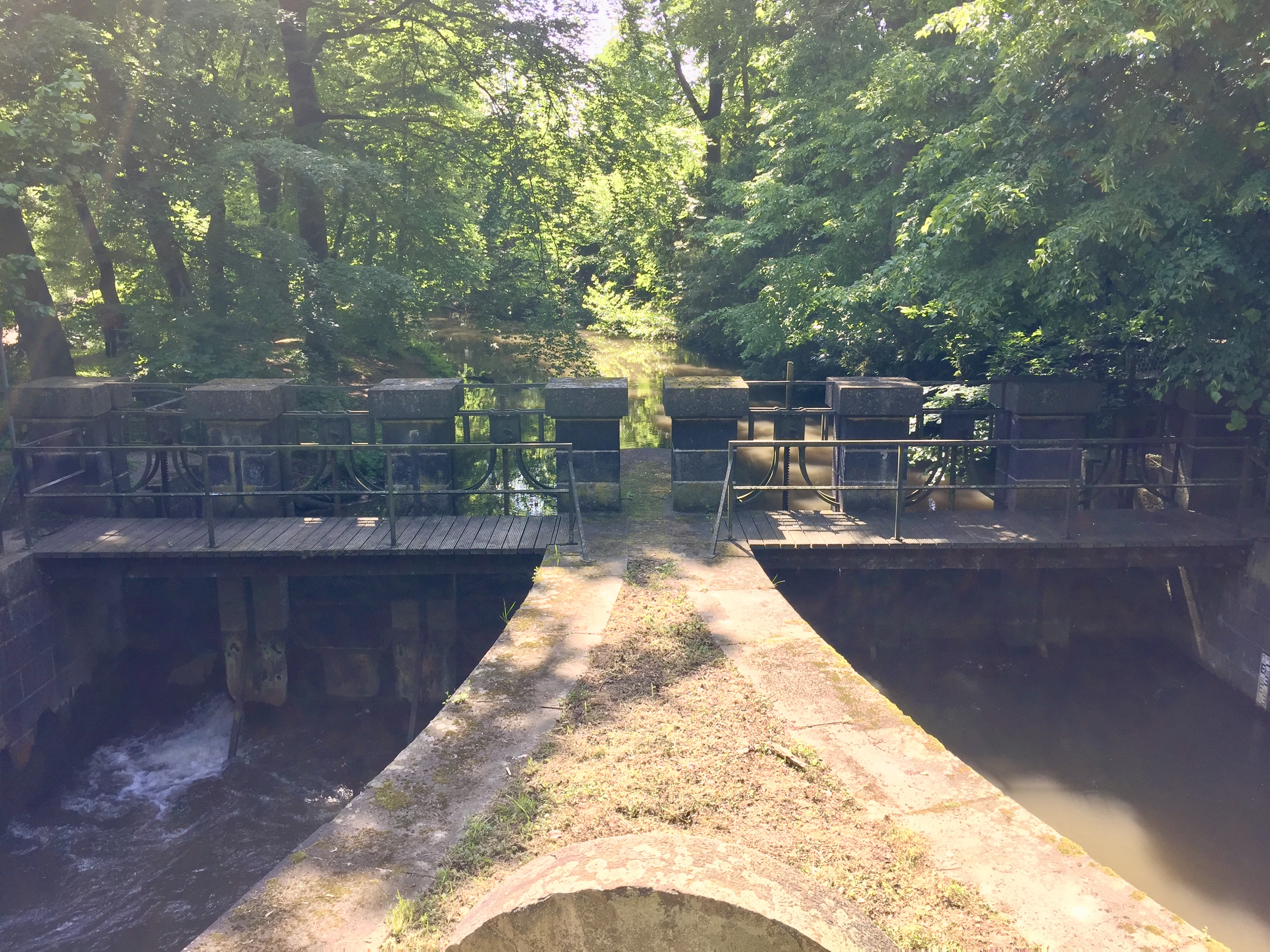
Das Wehr von Nordost

Das Schützenwehr im Selikumer Park liegt unweit des Neusser Kinderbauernhofs im Selikumer Park an der Obererft. Die Anlage wurde 1809 im Zuge des napoleonischen Projekts Nordkanal nach Plänen von A. Hagebau erbaut und leitet einen Teil des Wassers aus der Obererft über den Regulierungsgraben Erftumfluter Reuschenberg wieder der Erft zu. Hierzu besitzt das Bauwerk insgesamt sechs Schütze.
Seit 1993 ist das Wehr als „bedeutendes Zeugnis der Technik und Ingenieurbaukunst der napoleonischen Zeit“ eingetragenes Baudenkmal „Historisches Wasserwehr ‚Empellement‘“.

## Beschreibung
Das symmetrische, zweiläufige Wasserbauwerk wurde aus Werksteinquadern gefertigt. Zwischen den quadratischen Pfeilern mit kapitellartiger Abdeckung befinden sich auf beiden Seiten eines halbrunden Wehrkopfes je 3 eiserne Schützen, die über gusseiserne Zahnstangen regulierbar sind. Auf dem Wehrkopf findet sich mit der Inschrift MDCCCIX NAPOLEON EMPEREUR Hinweise auf das Erbauungsjahr und den Bauherrn Napoleon Bonaparte.